# Gisèle Halimi
Gisèle Halimi, ursprungligen Zeiza Gisèle Élise Taïeb, född 27 juli 1927 i La Goulette i dåvarande Franska protektoratet Tunisien, död 28 juli 2020 i Paris, var en fransk-tunisisk advokat, feministisk aktivist och essäist.
Från 1950-talet och framåt stred Gisèle Halimi, både som advokat och författare, för kvinnans rättigheter, bland annat för rätten till fri abort. Hon var ledamot av Frankrikes nationalförsamling som fri socialist under åren 1981–1984 och var under en tid fransk representant för Unesco. 1998 var hon med och startade aktivistnätverket Attac.
Bland hennes verk märks På kvinnans sida (La cause de femmes, 1973; utgiven på svenska 1978) samt medverkan i antologin Programme commun de femmes (1978) där kvinnans grundläggande behov inom juridik, medicin, utbildning och yrkesliv diskuteras och förslag ges på lösningar.
Hon har tilldelats Hederslegionen (2006) och franska Nationalförtjänstorden (2010).